# Ашмарин, Николай Иванович
Никола́й Ива́нович Ашма́рин (22 сентября (4 октября) 1870, Ядрин, Казанская губерния, Российская губерния — 26 августа 1933, Казань, СССР) — российский и советский языковед, тюрколог, специалист по чувашской культуре и языку. Создатель теории булгаро-чувашской языковой и этнической преемственности.   Известен как составитель монументального «Словаря чувашского языка», включающего 40 тысяч слов.

## Биография

### Происхождение
Родился в городе Ядрин 4 октября 1870 года в семье небогатого купца 2-й гильдии Ивана Филипповича Ашмарина, сына бывшего крепостного крестьянина Владимирской губернии, и Александры Васильевой, дочери государственного крестьянина из слободы Казачьей Курмышского уезда Симбирской губернии.

По словам Виктора Николаевича, сына Н. И. Ашмарина, дед отца — Фёдор — был крепостным крестьянином. Но, как рассказывал отец, был сноровист, и барин, очень богатый, послал его заниматься «красным товаром». По соседству было имение почти разорившегося помещика. К нему прадед Фёдор и обратился с просьбой покупки его семьи, но с условием, что барин даст ему вольную. Для бедного барина это была находка. Купчая состоялась, а также и вольная. После этого прадед Фёдор оставил Ярославскую губернию и перекочевал в Казанскую, в уездный город Ядрин.— Федотов М. Р. Н. И. Ашмарин: Краткий очерк жизни и деятельности. — Чебоксары, 1995. — С. 3.
Вскоре после рождения Николая Ашмарина его родители переехали на постоянное жительство в дом его бабушки по матери в городе Курмыш. Впоследствии именно этот город и называл Н. И. Ашмарин своей родиной. Бабушка по матери была, по-видимому, чувашкой, и её доброе влияние, вероятно, предопределило будущий жизненный выбор Николая Ашмарина. Приводится вот такое высказывание учёного:

первые чувашские слова и фразы я узнал от моей бабушки (по матери), которая относилась очень сочувственно к чувашам. Некоторыми чертами своей личности она оставила на моем нравственном облике неизгладимые следы— Хузангай А. П. Столп и утверждение чувашской филологии // Ашмарин Н. И. Болгары и чуваши. — Чебоксары: ЧГИГН, 2000. — С. 5—8.
Насчёт наличия у учёного чувашских корней не сомневались также академик В. А. Гордлевский и член-корреспондент Академии педагогических наук СССР профессор М. Я. Сироткин.
О возможных чувашских корнях Н.И.Ашмарина заставляют задуматься и высказывания  лидера башкирского национального движения, учёного-историка Заки Валиди (1890-1970):
Емельянов…. познакомил меня с востоковедами Николаем Ашмариным и профессором Н.Ф. Катановым… Сам Николай Ашмарин был из чувашских тюрков…
Самую большую помощь в издании моей книги оказали проф. Катанов и Ашмарин, что можно объяснить их научным пристрастием и тюркским происхождением
Предки  Н.И.Ашмарина, судя по всему, были не совсем удачливыми торговцами.

Наш дед Иван Фёдорович, — пишет Виктор Николаевич, — в Ядрине открыл небольшую торговлю, но проторговался. Все было продано с молотка, а также выдворен из своего дома (это было уже в Курмыше, куда переехали из Ядрина).— Федотов М. Р. Н. И. Ашмарин: Краткий очерк жизни и деятельности. — Чебоксары, 1995. — С. 3.
Окончив городское училище, Николай Ашмарин поступил в Нижегородскую классическую гимназию. По окончании в 1891 г. гимназии он поступил в Московский Лазаревский институт восточных языков, который окончил в 1894 году с дипломом 1-й степени. Во время учёбы Николая Ашмарина в институте умирает его отец.
Сын Н. И. Ашмарина Виктор Николаевич писал о годах учёбы Н. И. Ашмарина в институте:

После смерти деда осталось десять детей: семь сыновей и три дочери. Наш отец был старшим, и он помогал братьям и сестрам, а ещё и мачехе. Только гигантское трудолюбие позволило отцу выходить из сложных житейских коллизий и создавать полезное и нужное для чувашского, татарского и других народов в области языковой культуры.— Федотов М. Р. Н. И. Ашмарин: Краткий очерк жизни и деятельности. — Чебоксары, 1995. — С. 3.
Этнографией чувашей и других «инородцев» увлекался и его брат Василий — студент Московского университета.

### Профессиональная деятельность
В г. Казань преподавал татарский язык в Крещено-татарской школе (1895—1899 гг.), географию — в Инородческой учительской семинарии (до 1919 г.), с 1917 г. работал в Северо-восточном археологическом и этнографическом институте в должности профессора чувашского и татарского языков. Сотрудничал с Переводческой комиссией при Учебном округе, служил цензором мусульманских и чувашских изданий (1901—1917 гг.). В 1920—1923 гг. в Чувашском институте народного образования (г. Симбирск) вёл теоретический курс чувашского языка.
В 1923—1926 гг. заведовал кафедрой тюркологии на восточном факультете Азербайджанского государственного университета. Доктор тюркологии с 1925 г. В 1926—1931 гг. работал профессором чувашского отделения Восточного педагогического института (г. Казань), вёл курсы чувашского языка, сравнительной грамматики тюркского языка, разрабатывал теорию мимологии («О морфологических категориях подражаний в чувашском языке», Казань, 1928), готовил к публикации «Словарь чувашского языка».
Решив составить чувашский словарь, в 1901 году Николай Иванович разослал по всем местностям, где проживали чуваши, программу по сбору материала. На его обращение помочь в сборе языкового материала откликнулись десятки учителей национальных школ и другие грамотные чуваши.
Главным трудом Ашмарина является 17-томный «Словарь чувашского языка», который учёный подготавливал в течение более 30 лет. Первые два тома увидели свет в 1910 и 1912 годах. Последний, 17-й том был напечатан в 1950 году в Чебоксарах. Собирал, обрабатывал и публиковал произведения чувашского фольклора.
Талантливого ученого-тюрколога знали во многих странах. Без защиты диссертации ему присвоили учёную степень доктора тюркологии, в 1929 году он был избран членом-корреспондентом АН СССР.
В годы деятельности Д. С. Эльменя Н. И. Ашмарин был включён в состав Комиссии по реализации чувашского языка, созданной при Центральном исполнительном комитете Чувашской АССР.
Скончался 26 августа 1933 года. Похоронен в Казани на Арском кладбище.
|                                            |  |
| Могила учёного на Арском кладбище в Казани |  |

## Оценки
Выдающийся деятель чувашского просвещения  И. Я. Яковлев (1848-1930) в своих мемуарах, в 1921 году,  утверждал так: «<Н. И. Ашмарин> умел хорошо читать старые надгробные надписи <...> на древневосточных языках в селении Болгар Тетюшского уезда и в других местностях Поволжья, причем находил тут связь с чувашским языком и разницу с татарским, <...> отсюда у фантазеров из чуваш явилось предположение, что чувашский народ болгарского происхождения».  В данном высказывании допущена подмена, которая заключается в том, что утверждение о болгарском происхождении чувашского народа является мыслью самого  Николая Ивановича, а не просто тем, что выводилось, как предположение,  некими  неведомыми фантазёрами.  Н. И. Ашмарину принадлежат такие выводы: 1) «Язык волжских болгар тождествен с современным чувашским»:38; 2) «Современные нам чуваши представляют из себя не что другое, как прямых потомков волжских болгар»:49.
Работы Н. И. Ашмарина, обозванного представителем «миссионерской националистической идеологии в области чувашского научного языковедения», подверглись шельмованию со стороны партийного руководителя республики С. П. Петрова. Выступая на научной конференции по совершенствованию терминологии и орфографии чувашского языка (15—17 июля 1935 г.), уже после смерти учёного, С. П. Петров заявил: в словаре Ашмарина «не только порнографии много, но там есть прямая контрреволюция».

## Семья
Н. И. Ашмарин являлся отцом большого семейства, к 1921 году имел 9 детей.
По рассказам сына Н. И. Ашмарина Виктора Николаевича, в обстановке дореволюционной России отцу не разрешали брак с матерью, Ксенией Логиновной Гришиной, являвшейся неграмотной  «крестьянской девкой»; родители, вплоть до 1917 года, жили отдельно, можно сказать, гражданским браком. Но  все дети носили фамилию «Ашмарин». Ксения Логиновна осталась пятилетней сиротой и воспитывалась в людях, а с десяти лет была отдана в ученицы на небольшую фабрику в Казани.
Одна из дочерей Н. И. Ашмарина — Надежда Николаевна — в пятидесятых годах XX века работала машинисткой в Министерстве просвещения Чувашской АССР. Известны ещё две дочери: Вера, 1919 г. рождения, ушедшая из жизни в апреле 1954 г., и Людмила, 1927 г. рождения, с детских лет страдавшая эпилепсией.

## Труды

### Основные научные работы
- Материалы для исследования чувашского языка. (1897—1898);
- Опыт исследования чувашского синтаксиса. Часть I. — Симбирск: Типогр. Полиграфсекции С. Н.Х, 1923. — 273 с.;
- Опыт исследования чувашского синтаксиса. Часть II. (1923);
- О морфологических категориях подражаний в чувашском языке. (1928);
- Ашмарин Н. И. Болгары и чуваши. — Казань, 1902.
- Словарь чувашского языка. В 17-ти тт. (1928—1958).
- Общий обзор народных тюркских говоров гор. Нухи. — Баку, 1926.

### Публикациичувашского фольклора
- Очерк народной поэзии у чуваш: [из журн. "Этнограф. обозрение, 1982, № 2, С. 42—64]. — Москва, 1892. — 24 с.
- Сборник чувашских песен, записанных в губерниях Казанской, Симбирской и Уфимской. — Казань: Типо-литография Император. ун-та, 1900. — 91 с.
- Сборник чувашских пословиц. (1925).

### Посмертные публикации
- Ашмарин Н. И. Незаконченные рукописи // Сăмах — Слово: 1993. — Чебоксары, 1994. — С. 85—97.
- Ашмарин Н. И. Чувашская народная словесность. — Чебоксары, 2003.